# Muscarina
Muscarina, L-(+)-muscarina, és un metabòlit secundari natural que es troba en certs bolets, particularment en els dels gèneres Inocybe i Clitocybe, com l'espècie mortal C. dealbata. Els bolets dels gèneres Entoloma i Mycena també s'ha trobat que tenen cert contingut de muscarina els quals poden ser perillosos si s'ingereixen. La muscarina es troba a nivells inofensius en els gèneres Boletus, Hygrocybe, Lactarius i Russula. En Amanita muscaria n'hi ha també poca quantitat; el compost faramcològic més rellevant d'aquest bolet és el muscimol. A. muscaria conté una dosi variable de muscarina, normalment al voltant del 0.0003% en el pes fresc. Inocybe i Clitocybe contenen concentracions de muscarina de fins a 1,6%.
És un antagonista no selectiu del receptor muscarínic de l'acetilcolina.

## Història
La muscarina va ser aïllada primer de l'Amanita muscaria el 1869. Va ser la primera substància parasimpatomimètica que es va estudiar. És una amina quaternària i travessa la barrera del cervell. Provoca convulsions i la mort.

## Estructura
La muscarina mimetitza la funció del neurotransmissor natural acetilcolina en el sistema nerviós, malgrat la seva estructura menys flexible deguda al seu anell de cinc membres.
Hi ha dues formes mirall de la muscarina: 2S-muscarina i 2R-muscarina.

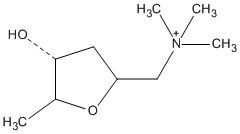
Figura 1. Estructura de la 2S-muscarina.
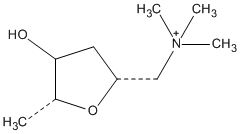
Figura 2. Estructura de la 2R-muscarina.

## Medicina
Els agonistes muscarínics es fan servir per al tractament del glaucoma, íleus postoperatiu, megacòlon congènit, retenció urinària i xerostomia.
La muscarina està contraindicada en pacients amb asma o MPOC o en pacients amb úlcera pèptica.

## Toxicologia
L'enverinament per muscarina presenta miosi, visió borrosa, salivació incrementada, sudoració excessiva, lacrimació, secrecions bronquials, broncoconstricció, bradicàrdia, rampa abdominal, diarrea i poliúria. L'antídot específic és l'atropina. Altres antagonistes de la muscarina són escopolamina i pirenzepina.